# Stazione di Ussaramanna-Turri
La stazione di Ussaramanna-Turri fu una stazione ferroviaria situata nel comune di Ussaramanna, al servizio di questo abitato e di quello di Turri, posta lungo la ferrovia Villamar-Ales.

## Storia
Lo scalo nacque a inizio Novecento su iniziativa della Ferrovie Complementari della Sardegna, concessionaria della linea ferroviaria tra Villamar e Ales in costruzione in quella stessa epoca, venendo attivato insieme al resto della rete aziendale il 21 giugno 1915.
Nel corso della sua attività l'impianto fu attivo prevalentemente per le finalità di trasporto merci e passeggeri dei due comuni della Marmilla di cui portava il nome, caratteristica che mantenne sino al 5 settembre 1956, data di chiusura all'esercizio della Villacidro-Ales e di conseguenza della stazione, successivamente disarmata e abbandonata.

## Strutture e impianti
La stazione fu realizzata nella periferia nord di Ussaramanna e oggi non presenta più alcuna traccia dell'armamento ferroviario. Durante gli anni di attività lo scalo era di tipo passante e presentava complessivamente tre binari a scartamento da 950 mm: dal binario di corsa se ne diramava a ovest uno di incrocio, mentre sul lato opposto si innestava un tronchino (dotato di prolungamento) che serviva lo scalo merci della stazione ed il relativo magazzino, dotato anche di un piano caricatore.
Attiguo al magazzino merci è posto il principale edificio dello scalo, il fabbricato viaggiatori, della tipologia di terza classe: si tratta di un edificio a pianta rettangolare con sviluppo su due piani, dotato di tre accessi su quello che era il lato binari
. Un'ulteriore costruzione ospitava invece i servizi igienici dello scalo.

## Movimento
Negli anni di attività ferroviaria lo scalo fu servito dalle relazioni passeggeri e merci delle Ferrovie Complementari della Sardegna.

## Servizi
La stazione durante l'esercizio ferroviario era dotata di una sala d'attesa (ospitata nel fabbricato viaggiatori) e di servizi igienici, questi ultimi ubicati in una costruzione apposita.
- Sala d'attesa
- Servizi igienici